# Wurlitzer-piano

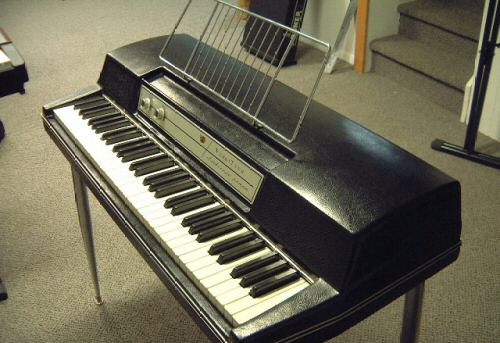
Wurlitzer modell 200A.

Wurlitzer-piano, (kort Wurlitzer) är ett elpiano som tillverkades i en mängd olika modeller mellan 1954 och 1982 av Melville Clark Piano Company i De Kalb, Illinois för The Rudolph Wurlitzer Company. De vanligaste modellerna, Wurlitzer 200-series, har sedan 1970-talet använts flitigt inom rock, funk, soul och till viss del jazzmusik. Klangen påminner lite om ett Rhodes-piano, men har sin egen karaktär, framförallt i diskanten och är svår att förväxla med andra instrument. Klangfärgen varierar också med anslaget på ett uttrycksfullt sätt.

## Konstruktion
Ett Wurlitzer är ett elektromekaniskt tangentinstrument med 64 tangenters omfång. Mekaniken påminner till viss del om vanlig flygelmekanik, med filtklädda hammare, men istället för strängar finns för varje ton en tunga av svenskt sågbladsstål. Ståltungorna befinner sig i ett elektriskt fält från kondensatorplattor i närheten, och när tungorna slås an och vibrerar uppstår spänningsförändringar som sedan förstärks. Principen liknar den för en kondensatormikrofon.
Från början var dessa pianon ämnade för hem, skolor och offentliga lokaler, och var därför ämnade att inte flyttas runt. De flesta senare Wurlitzermodellerna är portabla med avtagbara ben, och så gott som samtliga har en inbyggd förstärkare och högtalare. När instrumentet används i till exempel rockband, används en yttre förstärkare. En karaktäristisk effekt är den inbyggda tremoloeffekten. 